# Verbascum pulverulentum
Verbascum pulverulentum é uma espécie de planta com flor pertencente à família Scrophulariaceae. 
A autoridade científica da espécie é Vill., tendo sido publicada em Prospectus de l'Histoire des Plantes de Dauphiné 22. 1779.
O seu nome comum é verbasco-pulverulento.

## Portugal
Trata-se de uma espécie presente no território português, nomeadamente em Portugal Continental e no Arquipélago da Madeira.
Em termos de naturalidade é nativa em Portugal Continental e introduzida no Arquipélago da Madeira.

## Protecção
Não se encontra protegida por legislação portuguesa ou da Comunidade Europeia.